# Instituto de Pesquisas Ecológicas
O Instituto de Pesquisas Ecológicas (IPÊ) é uma organização não governamental brasileira, considerada uma das maiores do país. Foi fundada oficialmente em 1992 pelo biólogo Cláudio Pádua e pela educadora ambiental Suzana Pádua e alguns pesquisadores, envolvidos nos estudos para a preservação do primata mico-leão-preto, um dos mais raros e ameaçados do mundo.
Promove ações para proteção do ambiente, diversas causas, auxilia comunidades a criarem práticas ecológicas e contribui na educação pela ESCAS - Escola Superior de Conservação Ambiental e Sustentabilidade que foi criada em 2005 e forma pesquisadores e líderes especialistas em assuntos ambientais, arquitetando um laço socioambiental, sendo essa a missão do Instituto.

## História

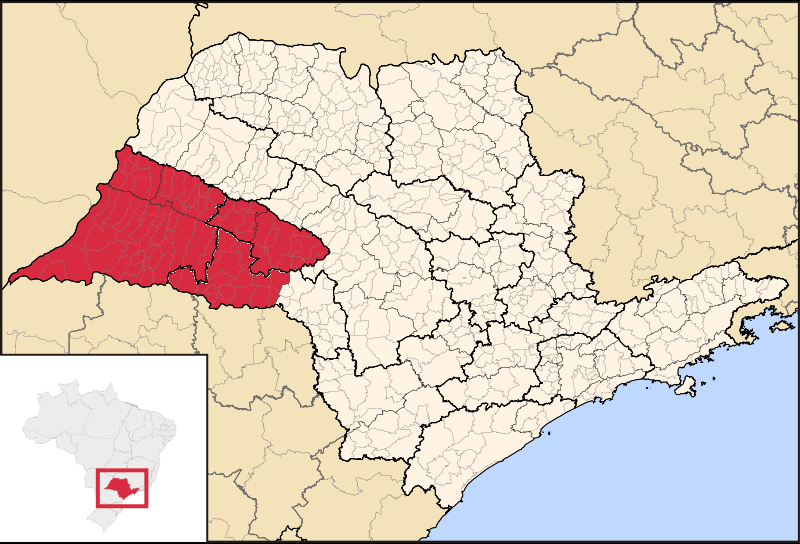
Mapa do Oeste Paulista.

O projeto que deu início ao Instituto de Pesquisas Ecológicas começou em 1978, quando Cláudio Pádua e sua esposa Suzana Pádua mudaram-se para o Pontal do Paranapanema, no Oeste do Estado de São Paulo, para que Claudio pudesse realizar suas pesquisas com o mico-leão-preto.
Este projeto inicial tinha como objetivo proteger a espécie do mico-leão-preto estudando as populações consideradas isoladas deste animal, por conta do desmatamento ocorrido na região oeste do Estado de São Paulo. Com a junção do Instituto e moradores locais, a educação ambiental disseminada tornou-se um dos pilares para o IPÊ.

A fundação oficial do Instituto se deu em 1992. Segundo Suzana Pádua, presidente do Instituto, o mundo naquela época estava necessitando de organizações que cuidassem da parte socioambiental, tanto do Brasil quanto no mundo.

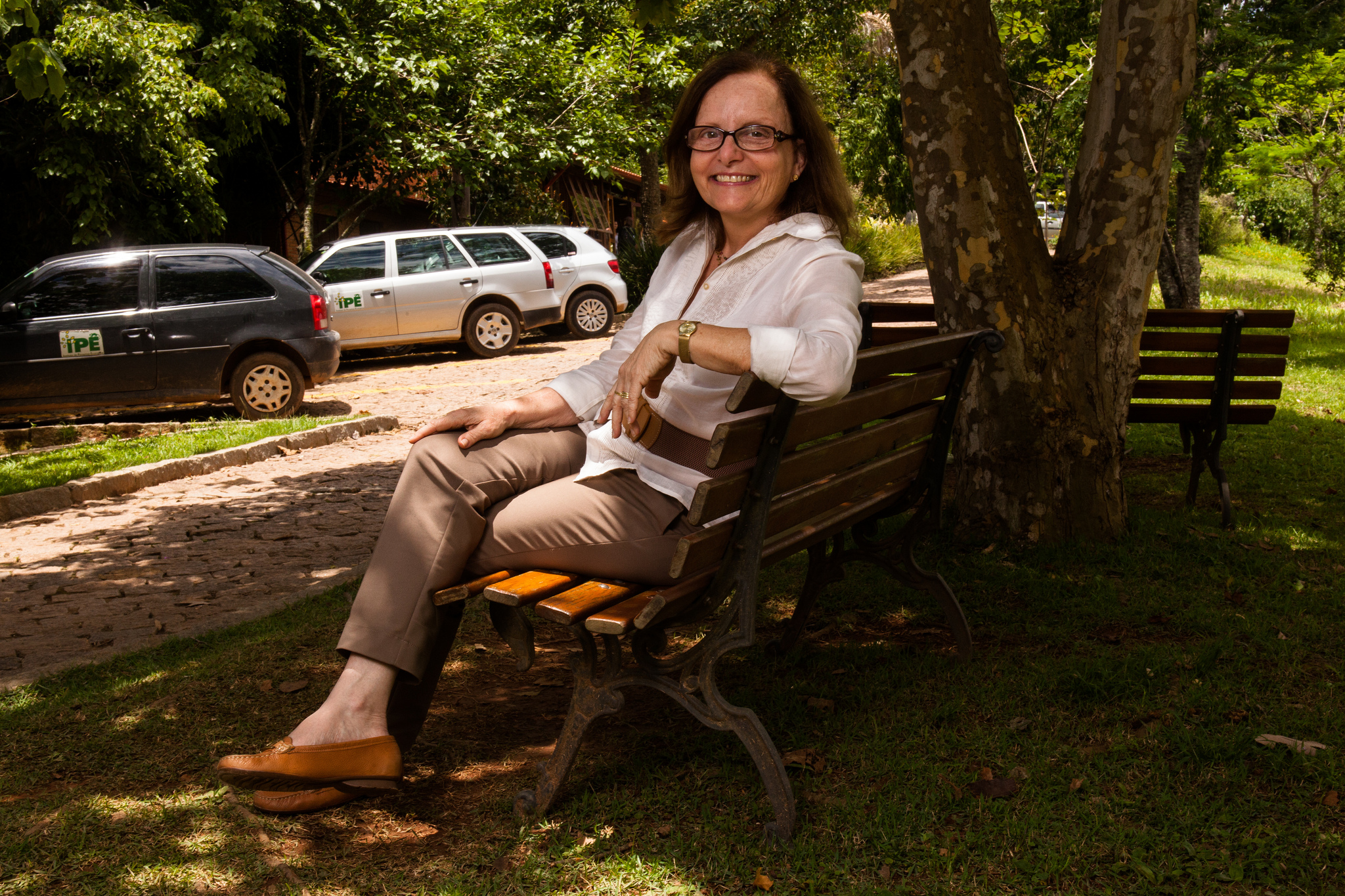
Suzana Pádua, presidente do IPÊ - Instituto de Pesquisas Ecológicas e fellow da Ashoka

## Atuação
O Instituto atua para descobrir meios de conservar tanto de espécies quanto de áreas que estão sofrendo principalmente pela ação humana, desenvolve educação ambiental para conservação da biodiversidade que atualmente está desaparecendo em uma velocidade muito rápida,  faz pesquisa de espécies ameaçadas de extinção, restaura habitats e também realiza intervenções para que pessoas sejam alertadas de problemas ambientais.
Com isso, em suas áreas de atuação dentro do Brasil (Nazaré Paulista, Pontal do Paranapanema, Baixo Rio Negro, Ariri e Pantanal), vários projetos são criados e promovem benefícios ambientais, sociais, educacionais e até financeiros sempre buscando garantir a existência da biodiversidade.
Em 2002, calcula-se que o Instituto realiza mais de 30 projetos por ano no Brasil -  um dos países mais ricos em biodiversidade no mundo e com biomas únicos.

## Projetos
Os projetos desenvolvidos neste Instituto são divididos pelas regiões de atuação do IPÊ.

### Nazaré Paulista

#### Semeando Água
Este projeto é patrocinado pela Petrobrás, realizado no Sistema Cantareira e seu principal objetivo consiste em preservar os recursos hídricos e a biodiversidade, a partir de unidades demonstrativas localizadas em pequenas propriedades rurais, onde os donos adotam melhores práticas sustentáveis do uso do solo e também recompor florestas, a partir de palestras e apoio do Instituto.

#### Nascentes Verdes, Rios Vivos
Este projeto conta com financiamento coletivo e várias atividades, como palestras, preparação e plantio de mudas, coleta de dados, trilhas ecológicas, eventos e reuniões, as quais são frequentadas e realizadas por alunos de escolas públicas de Nazaré Paulista. O objetivo é que eles desenvolvam consciência sobre a importância da conservação do Meio Ambiente e também contribuam com a restauração da mata ciliar para melhor conservar a mata e a água.

#### Costurando o Futuro
Várias mulheres de Nazaré Paulista se reuniram, e com o apoio do IPÊ, confeccionam peças e acessórios bordados que remetem à biodiversidade brasileira. Atualmente é uma cooperativa, ajudando na sobrevivência de várias famílias que antes deste projeto sobrevivam com a queima de eucalipto e a produção de carvão vegetal.

### Pontal do Paranapanema

#### Um Pontal Bom Para Todos
Com o objetivo de alcançar educação ambiental para os moradores desta região, principalmente com estudantes, foram desenvolvidas atividades que se completam, como palestras, construção de viveiros, distribuição de mudas de árvores e oficinas.

#### Café com Floresta
Nesta região do Pontal do Paranapanema, a divisão entre os Estados de São Paulo e Paraná, possuía áreas florestais devastadas, com apenas 2% de sua formação original. Com o projeto, foi possível realizar plantação de café e mudas originárias da Mata Atlântica, auxiliando os agricultores (foram incentivados a plantarem aproximadamente um hectare de árvores nativas), a fauna e a flora locais, tentativa de restaurar a biodiversidade. Este projeto obteve apoio da Natura e do PDA Mata Atlântica.

#### Corredores da Mata Atlântica

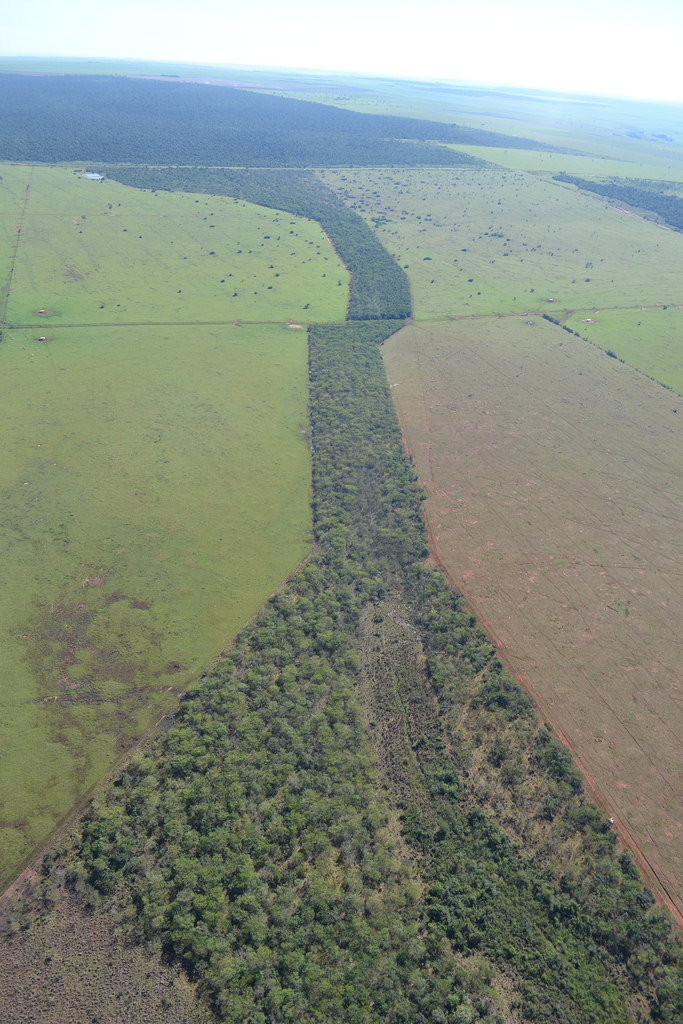
Corredor Florestal - Pontal do Paranapanema

Com início em 2002, o projeto foi desenvolvido com o objetivo de conectar duas unidades de conservação do Pontal, a Estação Ecológica Mico Leão Preto e o Parque Estadual do Morro do Diabo, melhorando a relação socioambiental, com a plantação de milhões de árvores, formando um corredor ecológico, para tentar restaurar a biodiversidade local e que os proprietários sigam as exigências ambientais. Tem apoio de empresas nacionais e internacionais, além  da Petrobrás e do BNDS.

#### Conservação do Mico-Leão-Preto
Esta atividade fundamentou-se em remanejar e conservar as populações e o habitat do Mico-Leão-Preto (Leontopithecus chrysopygus) que estava extinto  até 1970, e também aborda ações de educação ambiental para a população local, para que possam auxiliar na conservação desta espécie.

### Ariri

#### Conservação do Mico-Leão-da-Cara-Preta
Com risco de extinção do Mico-Leão-da-Cara-Preta (Leontopithecus caissara), apenas com 400 indivíduos na Natureza, as pesquisas sobre esta espécie aumentaram e o IPÊ com parcerias com as reservas e Institutos locais, começou com um programa de conservação. Houve um fórum, chamado Econegociação, onde aconteceram discussões de metas e objetivos para a região. Todos estes anseios vão sendo cobertos com educação ambiental e desenvolvimento sustentável e também houve estudos sobre a população local.

### Pantanal

#### Tatu Canastra
Projeto pesquisa, com início em 2010, atua em prol da preservação da espécie Tatu Canastra (Priodontes maximus), e ganhou o prêmio Internacional Whitley Fund for Nature, por demonstrar tamanha importância na biodiversidade.

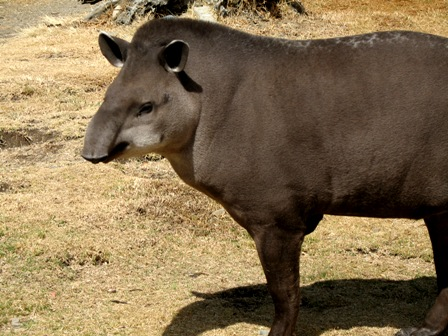
Anta Brasileira

#### Iniciativa Nacional para Conservação da Anta Brasileira
Segundo a União Internacional para a Conservação da Natureza (IUCN), a anta (Tapirus terrestris) está ameaçada de extinção. Em uma ação dupla, o IPÊ, tenta reverter a imagem negativa que esse animal possuí e também coletar mais informações sobre a anta para preservá-la, em um projeto chamado INCAB (Iniciativa Nacional para a Conservação da Anta Brasileira), realizado no Pantanal e no Cerrado.

### Baixo Rio Negro

#### Eco-Polos Amazônia XXI
Iniciado em 2012, com o objetivo de desenvolver cadeias produtivas sustentáveis para os moradores da região, gerando maior renda, melhorando a qualidade de vida e diminuindo os impactos dos recursos naturais. Foi realizada a criação de um blog para informar todos sobre a região.

#### Peixe Boi da Amazônia
O projeto tenta demonstrar a importância da preservação do mamífero peixe boi (Trichehcus inunguis), ameaçado de extinção. Iniciado em 2003, reúne um conjunto de ações para que os moradores auxiliem na coleta de informações, ocorre também a identificação do habitat e possíveis ameaças à espécie.

### Áreas Protegidas

#### Monitoramento Participativo da Biodiversidade
Há a realização de palestras e também procura a ajuda de moradores, para que estes possam se envolver nos projetos. Ocorrem em diversas áreas que necessitam de atenção, fortalecendo o monitoramento e o envolvimento da população, em prol da biodiversidade.

#### Motivação e Sucesso na Gestão de Unidades de Conservação
Em parceria com o ICMBio, foi realizada uma pesquisa com os gestores das Unidades de Conservação para trocarem ideias inovadoras, apesar da dificuldade encontrada frequentemente na realização de projetos. Foi lançada uma plataforma online e uma revista para registro destas ações junto com suas consequências e dificuldades.

## Parceiros e Financiadores

### Parceiros
- Danone[42]
- Companhia de Saneamento Básico do Estado de São Paulo[43]
- World Wide Fund for Nature[44]
- TAM Linhas Aéreas[45]
- Instituto Chico Mendes de Conservação da Biodiversidade[46]
- Havaianas[47]
- Centro de Empreendedorismo Social e Administração em Terceiro Setor (CEATS/USP)[48]
- Banco Triângulo S.A. (Tribanco)[49]
- Nespresso[50]
- Fibria[51]
- Instituto Arapyaú[52]
- Agência de Cooperação Internacional do Governo da Alemanha[53]
- University of Colorado Boulder[54]
- University of Florida[55]
- Fundação Almerinda Malaquias[56]
- Planeta Sustentável (Liana John)  [57]
- Columbia University[58]
- Camirim (Liana John)

### Financiadores e Doadores
- Banco Nacional do Desenvolvimento[59]
- Caixa Econômica Federal[60]
- Disney Worldwide Conservation Fund[61]
- Oi[62]
- Zoo Conservation Outreach Group (ZCOG)[63]
- Pessoas Físicas no Brasil e no Mundo

## Prêmios

### 2022
- Future for Nature Awards 2022 - Gabriel Massocato (Projeto Tatu-Canastra)

### 2020
- Whitley Gold Award 2020 - Patrícia Medici (Iniciativa Nacional para Conservação da Anta Brasileira)
- Whitley Award - Gabriela Cabral Rezende (Programa de Conservação do Mico-Leão-Preto)

### 2019
- National Geographic Society/Buffett Award for Leadership in Conservation (Prêmio National Geographic Society/Buffett para Liderança em Conservação) - Patrícia Medici.
- Prêmio Muriqui 2019, na categoria Pessoa Jurídica / Reserva da Biosfera da Mata Atlântica
- Troféu Celino Rodrigues
- UBS Global Visionaris (Suzana Padua)

### 2018
- Lifetime Achievement Award 2018 (Suzana M. Padua)
- AZA's William G. Conway International Conservation Significant Achievement Award (Patrícia Medici)

### 2017
- Melhores ONGs para se doar - Revista Época e Instituto Doar
- Excelência em Restauração Florestal, da Sociedade Internacional de Restauração Ecológica (SER)
- Prêmio Visionaris - UBS ao Empreendedor Social (Suzana M. Padua)

### 2016
- "Guerreiro da' Vida Selvagem" (Houston Zoo, Estados Unidos)
- Wildlife Conservation (Cincinatti Zoo e Botanical Garden
- Margot Marsh de Excelência na Conservação de Primatas (The Margot Marsh Award for Excellence in Primate Conservation

### 2015
- Prêmio Nacional de Biodiversidade - Programa de Conservação Mico-Leão-Preto
- Prêmio Lide de Meio Ambiente, na categoria "Educação Ambiental"
- Continuation Fund Awards  - Whitley Fund for Nature (WFN)
- Whitley Award

### 2014
- Continuation Fund Awards  - Whitley Fund for Nature (WFN)[64]
- Melhores Projetos para o Desenvolvimento e Mobilização da Sociedade - XII Diálogo Interbacias de Educação Ambiental em Recursos Hídricos[65]

### 2013
- Prêmio Melhores Práticas (XI Diálogo Interbacias)[66]
- Prêmio Melhores Práticas em Gestão Local da Caixa - Região Norte[carece de fontes?]

### 2012
- Prêmio Greenbest (Greenvana) - Escolha da Academia[67]

### 2010
- Prêmio Empreendedor Social América-Latina[68]
- Prêmio Samuel Benchimol [69]

### 2009
- Prêmio Empreendedor Social Brasil[70]
- Prêmio Ford de Conservação Ambiental[71]

### 2008
- Golden Ark Award[72]
- Whitley Award[73]

### 2007
- X Prêmio Cidadania Mundial[74]

### 2006
- XI Prêmio Ford Motor Company de Conservação Ambiental [75]

### 2005
- Prêmio As Mulheres mais Influentes do Brasil - Categoria Ecologia - Revista Forbes[76]
- Prêmio Tecnologia Social Fundação Banco do Brasil[77]
- Prêmio Ambiental Von Martius[78]

### 2004
- Prêmio Especial SuperEcologia 2004 - Revista Superinteressante[79]
- Prêmio A Marca Você S.A, 2004 - Revista Você S.A.[carece de fontes?]
- The Rolex Awards Enterprise 2004[80]

### 2003
- Prêmio Bem Eficiente, Kanitz & Associados, as 50 mais bem administradas do Brasil[carece de fontes?]
- Projeto Ambiental de 2003 - Conde Nast Traveler[carece de fontes?]

### 2002
- Rausing Continuation Award[carece de fontes?]
- Whitley Gold Award[carece de fontes?]
- Finalista do Prêmio Mulher do Ano - Revista Claudia[carece de fontes?]
- Finalista do Prêmio Empreendedor Social - Ashoka[carece de fontes?]

### 2000
- Prêmio Wildlife Preservation Trust International da Conservação da Natureza[carece de fontes?]
- Prêmio Melhor ONG do Ano - Society for Conservation Biology[carece de fontes?]

### 1999
- Prêmio Destaque em Meio Ambiente da Sociedade Soroptimist International [carece de fontes?]
- Whitley Continuation Award - Royal Geographic Society (London)[carece de fontes?]

### 1998
- Prêmio Henry Ford de Conservação da Natureza - Ford Brasil e Conservation International [carece de fontes?]

### 1993
- Prêmio de Realizações da University of Florida [carece de fontes?]

## Reconhecimentos
Suzana Pádua  e um dos pesquisadores, Laury Cullen Jr., foram reconhecidos pela Ashoka como empreendedores sociais.